# Фенди, Петер
Петер Фенди (нем. Peter Fendi; 4 сентября 1796[…], Вена — 28 августа 1842[…], Вена, Австрия) — австрийский художник, литограф и гравёр эпохи Бидермейер.

## Биография
Петер Фенди родился 4 сентября 1796 года в Вене в семье школьного учителя Йозефа (умер в 1814) и Элизабет Фенди. В младенческом возрасте упал с пеленального столика и сильно повредил себе позвоночник, стал инвалидом. С детства проявил талант к рисованию и поэтому в возрасте тринадцати лет поступил в Венскую академию изобразительных искусств, где учился с 1810 по 1813 год у известных художников Губерта Маурера и Иоганна Баптиста Лампи.
Вскоре Фенди познакомился с известным офтальмологом Йозефом Бартом (англ. Joseph Barth), который был вхож в императорскую семью, и благодаря ему в 1818 году получил работу при дворе, в Имперской галерее монет и антиквариата, где трудился в должности художника и гравёра.
В 1821 году посетил Венецию, где глубоко впечатлился произведениями итальянских мастеров: Джованни Беллини, Тинторетто, Тициана и Паоло Веронезе, и в том же году получил золотую медаль за картину «Виленица»; в 1836 году стал членом Академии, в которой обучался в юности.
Петер Фенди скончался 28 августа 1842 года. Похоронен на кладбище Святого Марка. В 1909 г. останки перенесены на Центральное кладбище.

## Творчество
Петер Фенди писал маслом и акварелью, работал в технике офорта и вырезал по дереву. Цветные литографии Фенди были выдающимся достижением для своего времени. Художник писал как портреты аристократов, так и простых, бедных, людей, а также известен своими порнографическими картинами. 40 порнографических акварелей были практически неизвестны широкой общественности, пока в 1910 году частный издатель из Лейпцига не издал их в виде сборника литографий в количестве 600 экземпляров. Во время существования Третьего рейха почти все они были уничтожены. Эта эротическая серия демонстрировалась в Москве в марте 2008 года.
Работы Петера Фенди выставлены в галереях Альбертина (Вена) и Бельведер (Вена), в Музее истории искусств (Вена), некоторые работы принадлежат Лихтенштейнскому дому и находятся в Вадуце.

## Галерея

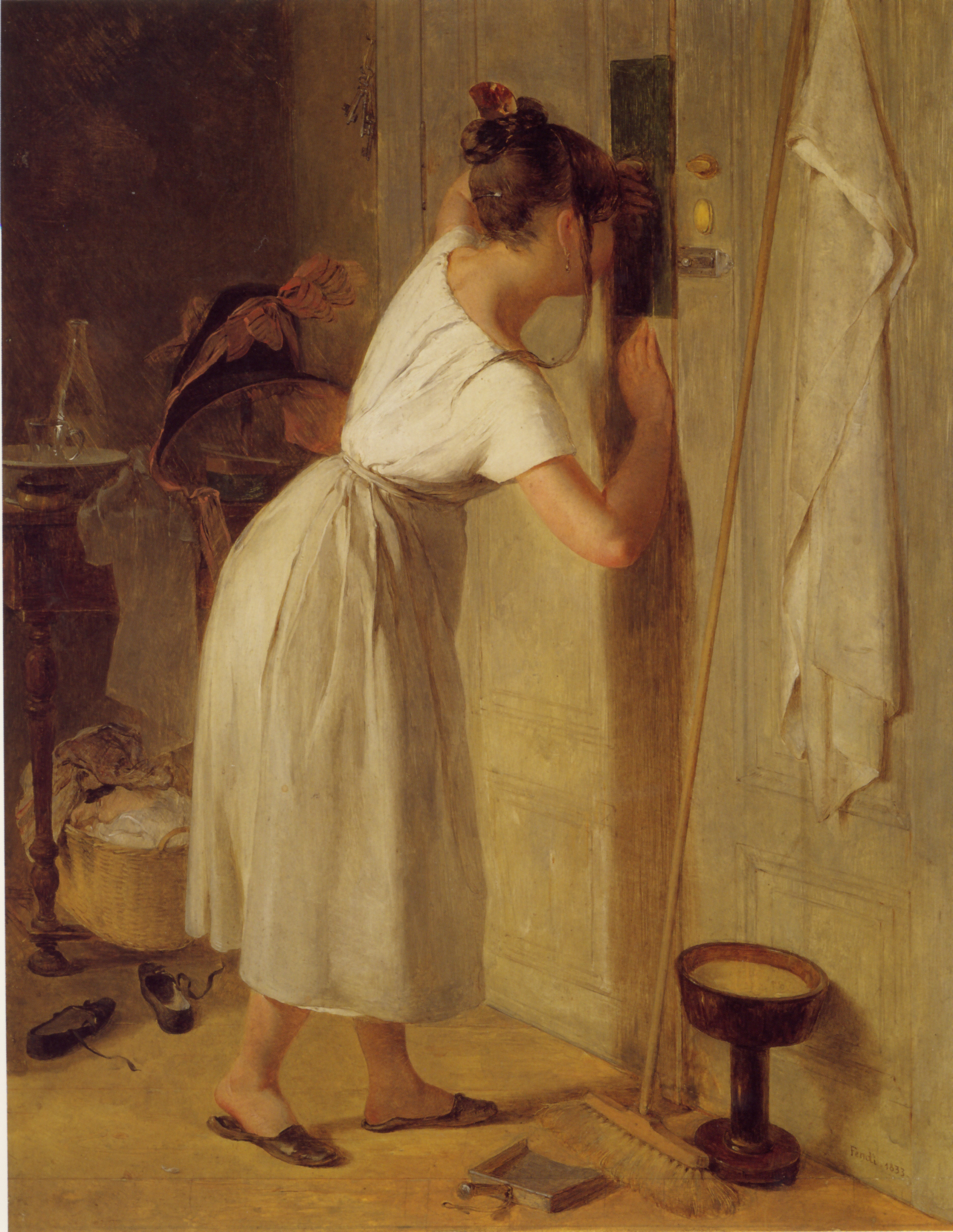
«Подглядывающая», 1833
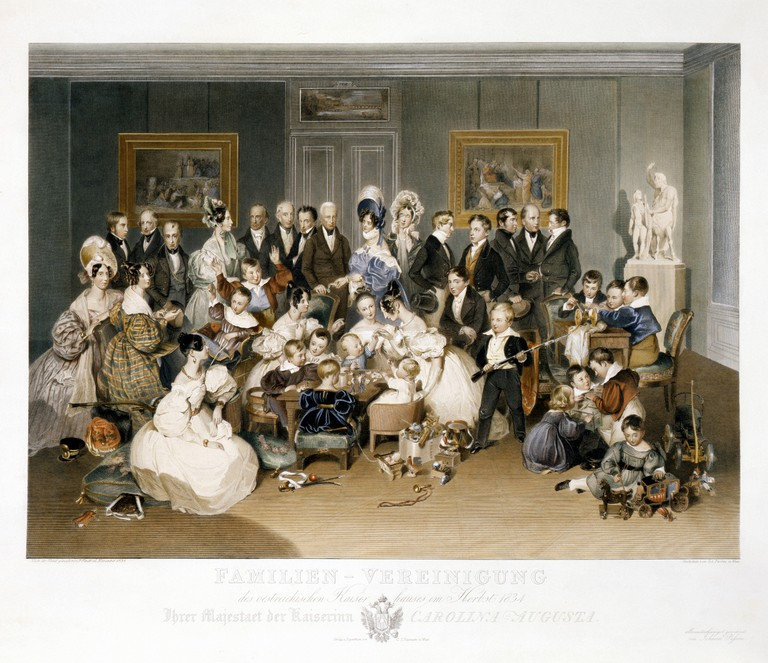
«Семейный портрет Каролины Августы Баварской», 1834
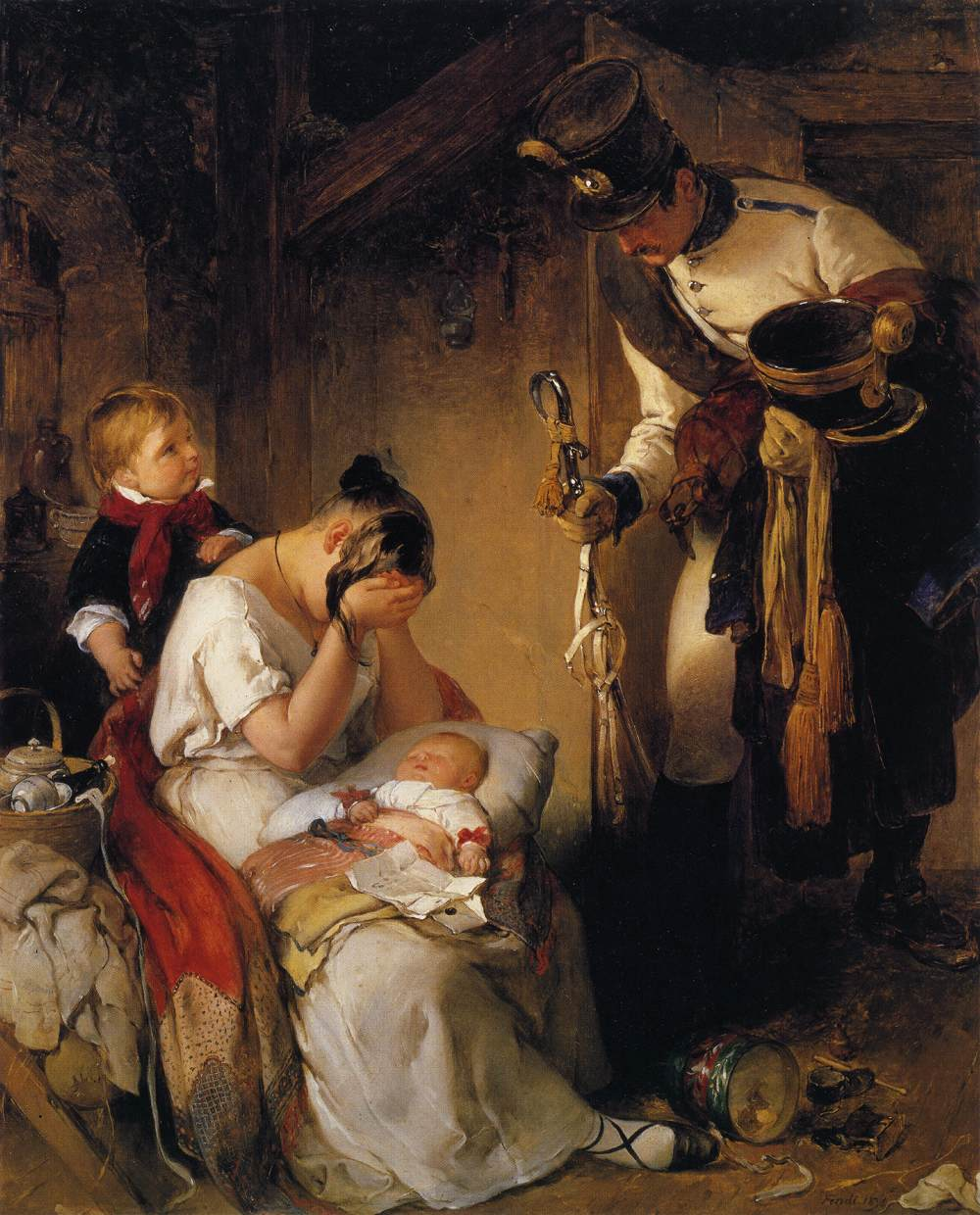
«Печальное известие», 1838
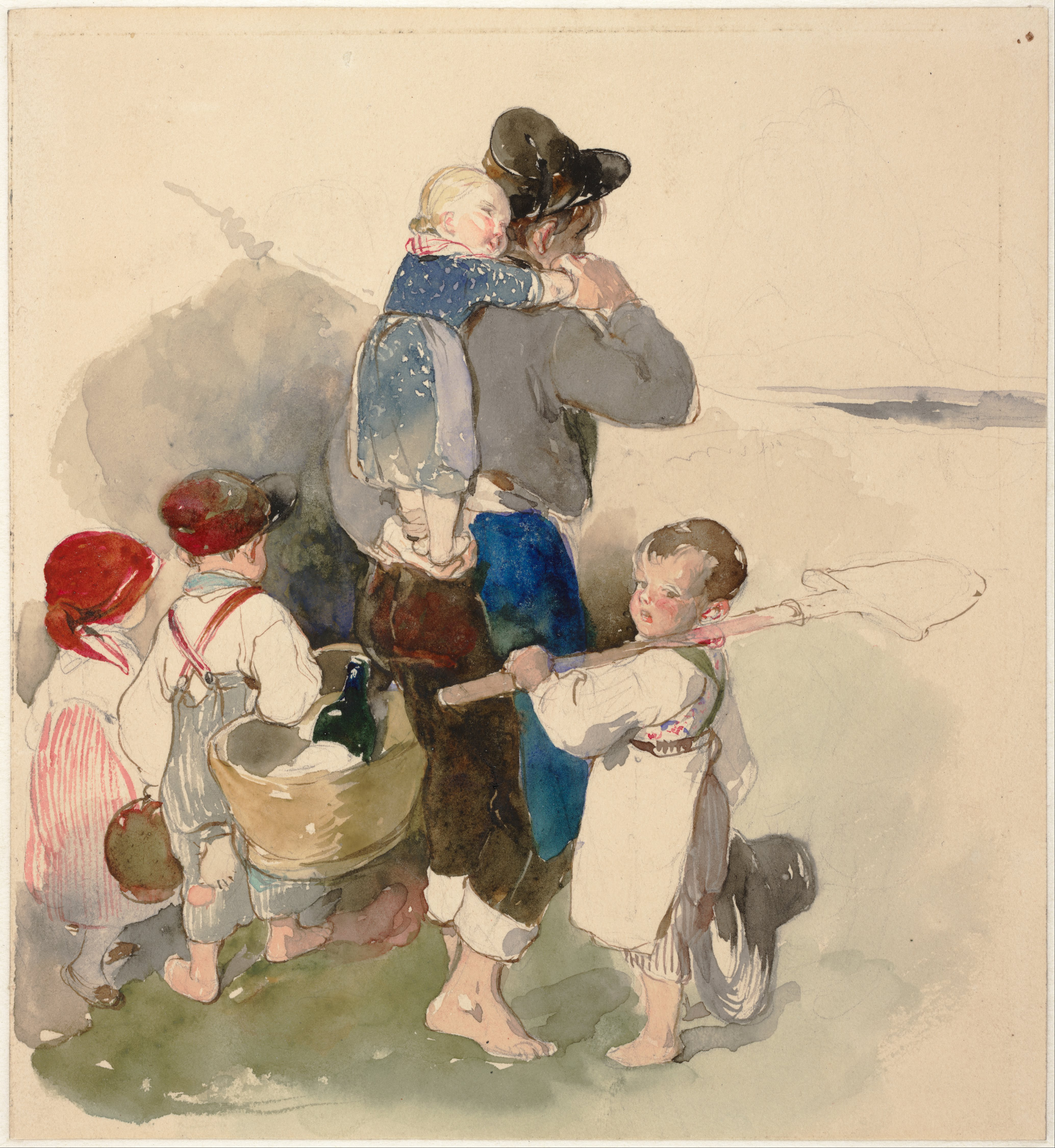
«Дети отправляются работать на поля», 1840
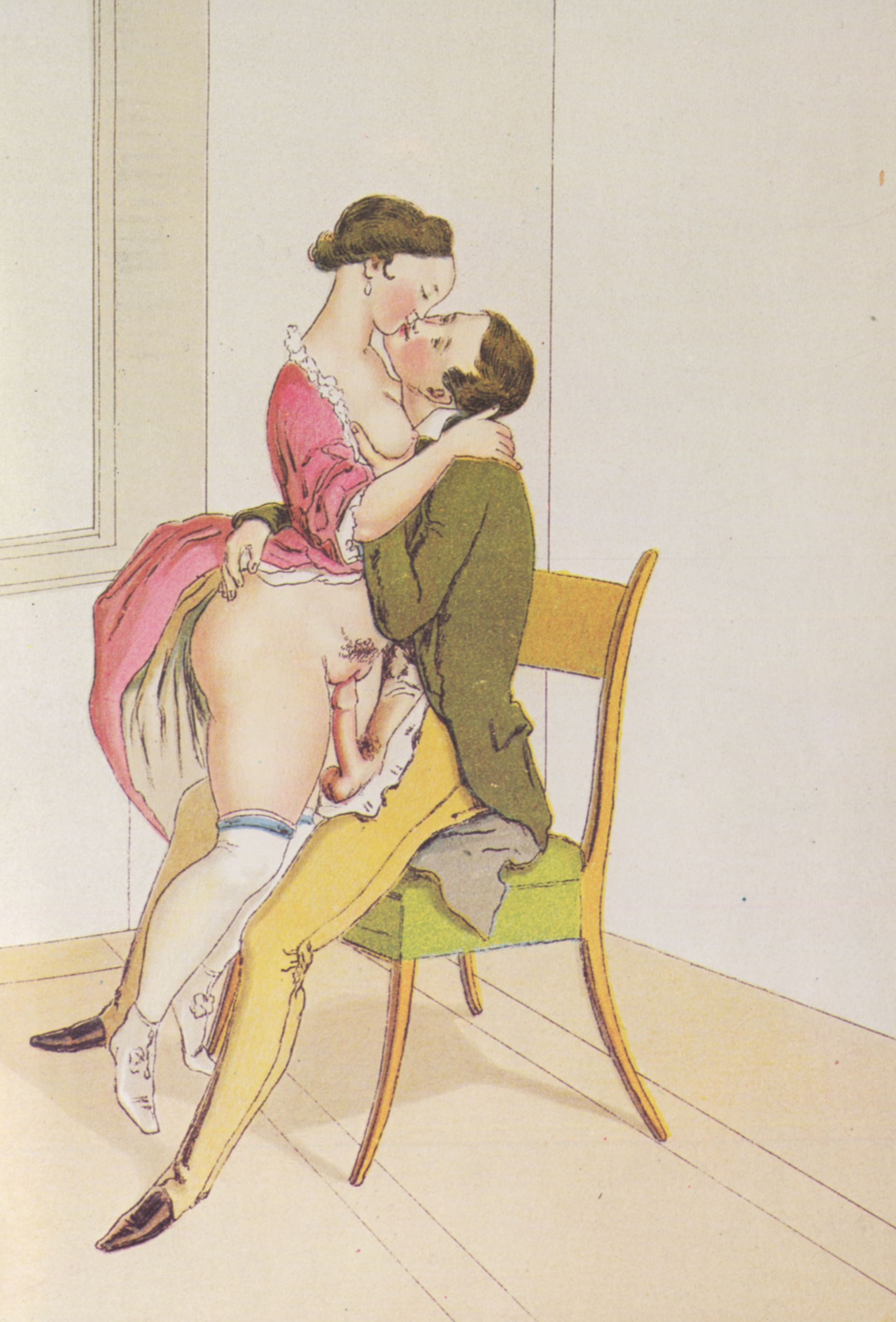
«Любовники»